# Coupe Gambardella 2012-2013
Navigation
Édition précédente Édition suivante
La Coupe Gambardella de football est organisée durant la saison 2012-2013 par la Fédération française de football (FFF) et ses ligues régionales, et se déroule sur toute la saison, d'octobre à mai. La compétition à élimination directe met aux prises les clubs de moins de 19 ans à travers la France.

## Résultats

### Soixante-quatrièmes de finale
Le tirage au sort pour les 64es de finale a eu lieu le 13 décembre 2012.
| Club                          | Score  | Club                       | T.a.b | Date            | Heure |
| ----------------------------- | ------ | -------------------------- | ----- | --------------- | ----- |
| Rennes CPB                    | 1 - 3  | Le Mans FC                 | non   | 12 janvier 2013 | 14h30 |
| FC Istres                     | 3 - 2  | OGC Nice                   | non   | 12 janvier 2013 | 15h00 |
| Auch Football                 | 1 - 1  | Stade montois              | 4-3   | 12 janvier 2013 | 15h00 |
| La Roche Vendée Football      | 1 - 1  | Union sportive concarnoise | 4-5   | 12 janvier 2013 | 15h00 |
| Nîmes Lasallien               | 2 - 2  | Hyères FC                  | 4-3   | 13 janvier 2013 | 11h00 |
| ES Cannet-Rocheville          | 0 - 2  | AS Gignac                  | non   | 13 janvier 2013 | 12h30 |
| Aurillac FCA                  | 2 - 1  | Aviron bayonnais           | non   | 13 janvier 2013 | 14h00 |
| Jarville Jeunesse Foot        | 2 - 2  | RS Magny                   | 3-2   | 13 janvier 2013 | 14h30 |
| Vesoul HSF                    | 0 - 3  | FC Mulhouse                | non   | 13 janvier 2013 | 14h30 |
| RC Strasbourg                 | 2 - 0  | Jura Sud Foot              | non   | 13 janvier 2013 | 14h30 |
| CA Pontarlier                 | 0 - 1  | FC Sochaux-Montbéliard     | non   | 13 janvier 2013 | 14h30 |
| ES Est Moselle                | 0 - 3  | FC Metz                    | non   | 13 janvier 2013 | 14h30 |
| ASCA Wittelsheim              | 1 - 4  | AS Nancy-Lorraine          | non   | 13 janvier 2013 | 14h30 |
| FC Bartenheim                 | 1 - 3  | CSO Amnéville              | non   | 13 janvier 2013 | 14h30 |
| AS Pierrots Strasbourg        | 1 - 1  | SC Schiltigheim            | 2-3   | 13 janvier 2013 | 14h30 |
| US Vénissieux                 | 0 - 11 | Évian Thonon Gaillard FC   | non   | 13 janvier 2013 | 14h30 |
| Oullins CASCOL                | 2 - 1  | FC Échirolles              | non   | 13 janvier 2013 | 14h30 |
| Clermont Foot                 | 0 - 1  | Olympique de Marseille     | non   | 13 janvier 2013 | 14h30 |
| Arles-Avignon                 | 0 - 2  | AS Saint-Étienne           | non   | 13 janvier 2013 | 14h30 |
| OC Eybens                     | 2 - 1  | FC Chamalières             | non   | 13 janvier 2013 | 14h30 |
| AS Saint-Priest               | 1 - 2  | Olympique lyonnais         | non   | 13 janvier 2013 | 14h30 |
| AS Lyon-Duchère               | 0 - 0  | Nîmes Olympique            | 3-5   | 13 janvier 2013 | 14h30 |
| AS Béziers                    | 0 - 4  | Montpellier HSC            | non   | 13 janvier 2013 | 14h30 |
| FC Martigues                  | 1 - 1  | Perpignan Canet FC         | 3-5   | 13 janvier 2013 | 14h30 |
| AS Monaco                     | 3 - 2  | AC Ajaccio                 | non   | 13 janvier 2013 | 14h30 |
| Gallia Club Lucciana          | 1 - 3  | AS Cannes                  | non   | 13 janvier 2013 | 14h30 |
| SC Bastia                     | 1 - 1  | AS Lattes                  | 7-6   | 13 janvier 2013 | 14h30 |
| US Lormont                    | 0 - 2  | Rodez Aveyron Football     | non   | 13 janvier 2013 | 14h30 |
| LB Châteauroux                | 1 - 1  | Tours FC                   | 3-2   | 13 janvier 2013 | 14h30 |
| US Lège-Cap-Ferret            | 0 - 2  | Girondins de Bordeaux      | non   | 13 janvier 2013 | 14h30 |
| ESA Brive                     | 1 - 2  | Toulouse FC                | non   | 13 janvier 2013 | 14h30 |
| Bergerac Périgord FC          | 1 - 5  | Chamois niortais FC        | non   | 13 janvier 2013 | 14h30 |
| US Orléans Loiret             | 1 - 0  | US Colomiers               | non   | 13 janvier 2013 | 14h30 |
| Angers SCO                    | 2 - 6  | FC Nantes                  | non   | 13 janvier 2013 | 14h30 |
| SO Cholet                     | 2 - 0  | Intrépide Angers Football  | non   | 13 janvier 2013 | 14h30 |
| EA Guingamp                   | 2 - 1  | FC Lorient                 | non   | 13 janvier 2013 | 14h30 |
| USJA Carquefou                | 0 - 2  | AS Vannes-Ménimur          | non   | 13 janvier 2013 | 14h30 |
| Vannes OC                     | 1 - 1  | Stade brestois             | 3-4   | 13 janvier 2013 | 14h30 |
| FC Chauray                    | 2 - 3  | Olympique léodgarien       | non   | 13 janvier 2013 | 14h30 |
| US Sainte Anne Vertou         | 2 - 0  | Sablé Football Club        | non   | 13 janvier 2013 | 14h30 |
| FC Versailles 78              | 1 - 3  | RC Colombes 92             | non   | 13 janvier 2013 | 14h30 |
| ES Bonchamp                   | 0 - 1  | SM Caen                    | non   | 13 janvier 2013 | 14h30 |
| Dinard Pleurtuit CE           | 0 - 0  | Frileuse Le Havre          | 4-5   | 13 janvier 2013 | 14h30 |
| ASPTT Caen                    | 1 - 4  | CS Brétigny Football       | non   | 13 janvier 2013 | 14h30 |
| Noyal Brécé Acigné            | 2 - 4  | US Changé                  | non   | 13 janvier 2013 | 14h30 |
| US Quevilly                   | 1 - 1  | US Avranches               | 4-3   | 13 janvier 2013 | 14h30 |
| AS Beauvais Oise              | 1 - 4  | Valenciennes FC            | non   | 13 janvier 2013 | 14h30 |
| Garges FCM                    | 0 - 1  | RC Lens                    | non   | 13 janvier 2013 | 14h30 |
| ES Wasquehal                  | 1 - 1  | US Roye Noyon              | 3-0   | 13 janvier 2013 | 14h30 |
| Olympique Saint-Quentin       | 1 - 4  | Paris FC                   | non   | 13 janvier 2013 | 14h30 |
| Arras FA                      | 2 - 0  | US Lesquin                 | non   | 13 janvier 2013 | 14h30 |
| AS Aulnoye                    | 0 - 3  | Amiens SC                  | non   | 13 janvier 2013 | 14h30 |
| FC St-Leu                     | 0 - 5  | E.S.T.A.C                  | non   | 13 janvier 2013 | 14h30 |
| Le Mée Sports Football        | 0 - 1  | Stade de Reims             | non   | 13 janvier 2013 | 14h30 |
| Entente Sannois Saint-Gratien | 0 - 2  | Dijon FCO                  | non   | 13 janvier 2013 | 14h30 |
| Évry FC                       | 4 - 0  | OFC Les Mureaux            | non   | 13 janvier 2013 | 14h30 |
| Saint Julien JS               | 1 - 4  | JA Drancy                  | non   | 13 janvier 2013 | 14h30 |
| FC Dijon Parc                 | 1 - 3  | Paris Saint-Germain        | non   | 13 janvier 2013 | 14h30 |
| RCS La Chapelle               | 1 - 4  | CS Sedan Ardennes          | non   | 13 janvier 2013 | 14h30 |
| Saint-Quentin-en-Yvelines     | 0 - 4  | AJ Auxerre                 | non   | 13 janvier 2013 | 14h30 |
| Havre AC                      | 0 - 1  | Stade rennais              | non   | 16 janvier 2013 | 15h00 |
| CS Louhans-Cuiseaux           | 2 - 0  | ASF Andrézieux             | non   | 16 janvier 2013 | 20h00 |
| LOSC Lille                    | 6 - 0  | Tourcoing FC               | non   | 30 janvier 2013 | 14h30 |
| US Boulogne                   | 1 - 0  | Iris Club de Croix         | non   | 30 janvier 2013 | 14h30 |

### Trente-deuxièmes de finale
Le tirage au sort pour les 32es de finale a eu lieu le 24 janvier 2013.
| Club                       | Score  | Club                   | T.a.b | Date            | Heure |
| -------------------------- | ------ | ---------------------- | ----- | --------------- | ----- |
| Nîmes Lasallien            | 3 - 4  | AS Cannes              | non   | 9 février 2013  | 15h00 |
| Stade montois              | 3 - 1  | SO Cholet              | non   | 9 février 2013  | 15h00 |
| OC Eybens                  | 1 - 2  | Nîmes Olympique        | non   | 9 février 2013  | 17h30 |
| Perpignan Canet FC         | 0 - 4  | Olympique lyonnais     | non   | 10 février 2013 | 14h00 |
| Stade rennais              | 2 - 0  | Le Mans FC             | non   | 10 février 2013 | 14h00 |
| RC Strasbourg              | 0 - 1  | Stade de Reims         | non   | 10 février 2013 | 15h00 |
| Oullins CASCOL             | 0 - 6  | AS Nancy-Lorraine      | non   | 10 février 2013 | 15h00 |
| SC Schiltigheim            | 0 - 3  | FC Sochaux-Montbéliard | non   | 10 février 2013 | 15h00 |
| Jarville Jeunesse Foot     | 0 - 10 | FC Metz                | non   | 10 février 2013 | 15h00 |
| Évian Thonon Gaillard FC   | 2 - 0  | E.S.T.A.C              | non   | 10 février 2013 | 15h00 |
| FC Istres                  | 0 - 2  | AS Monaco              | non   | 10 février 2013 | 15h00 |
| AS Gignac                  | 1 - 3  | Toulouse FC            | non   | 10 février 2013 | 15h00 |
| Montpellier HSC            | 1 - 0  | SC Bastia              | non   | 10 février 2013 | 15h00 |
| Girondins de Bordeaux      | 3 - 1  | US Sainte Anne Vertou  | non   | 10 février 2013 | 15h00 |
| Olympique léodgarien       | 0 - 3  | SM Caen                | non   | 10 février 2013 | 15h00 |
| FC Nantes                  | 1 - 1  | EA Guingamp            | 4-2   | 10 février 2013 | 15h00 |
| Union sportive concarnoise | 0 - 0  | Stade brestois         | 6-5   | 10 février 2013 | 15h00 |
| AS Vannes-Ménimur          | 0 - 1  | LB Châteauroux         | non   | 10 février 2013 | 15h00 |
| CS Brétigny Football       | 1 - 1  | Amiens SC              | 4-5   | 10 février 2013 | 15h00 |
| ES Wasquehal               | 0 - 1  | Valenciennes FC        | non   | 10 février 2013 | 15h00 |
| US Quevilly                | 1 - 1  | JA Drancy              | 5-4   | 10 février 2013 | 15h00 |
| Arras FA                   | 2 - 2  | RC Colombes 92         | 2-3   | 10 février 2013 | 15h00 |
| Évry FC                    | 2 - 3  | LOSC Lille             | non   | 10 février 2013 | 15h00 |
| Frileuse Le Havre          | 0 - 5  | Paris Saint-Germain    | non   | 10 février 2013 | 15h00 |
| US Changé                  | 1 - 2  | Paris FC               | non   | 10 février 2013 | 15h00 |
| RC Lens                    | 3 - 0  | US Boulogne            | non   | 10 février 2013 | 15h00 |
| AJ Auxerre                 | 1 - 1  | CS Sedan Ardennes      | 2-4   | 13 février 2013 | 15h00 |
| Rodez Aveyron Football     | 1 - 2  | AS Saint-Étienne       | non   | 13 février 2013 | 15h00 |
| Aurillac FCA               | 1 - 3  | Olympique de Marseille | non   | 13 février 2013 | 15h00 |
| Chamois niortais FC        | 2 - 0  | US Orléans Loiret      | non   | 13 février 2013 | 15h00 |
| CS Louhans-Cuiseaux        | 2 - 2  | Dijon FCO              | 5-3   | 13 février 2013 | 19h00 |
| CSO Amnéville              | 1 - 0  | FC Mulhouse            | non   | 20 février 2013 | 14h30 |

### Seizièmes de finale
Le tirage au sort pour les 16es de finale a eu lieu le 14 février 2013.
| Club                     | Score | Club                       | T.a.b | Date         | Heure |
| ------------------------ | ----- | -------------------------- | ----- | ------------ | ----- |
| Toulouse FC              | 2 - 0 | Olympique de Marseille     | non   | 6 mars 2013  | 15h00 |
| AS Nancy-Lorraine        | 1 - 2 | FC Metz                    | non   | 10 mars 2013 | 14h00 |
| LOSC Lille               | 1 - 1 | FC Nantes                  | 4 - 5 | 10 mars 2013 | 15h00 |
| SM Caen                  | 1 - 1 | Stade rennais              | 3 - 2 | 10 mars 2013 | 15h00 |
| US Quevilly              | 2 - 0 | Union sportive concarnoise | non   | 10 mars 2013 | 15h00 |
| Chamois niortais FC      | 1 - 1 | Valenciennes FC            | 1 - 3 | 10 mars 2013 | 15h00 |
| Amiens SC                | 2 - 4 | RC Colombes 92             | non   | 10 mars 2013 | 15h00 |
| LB Châteauroux           | 2 - 1 | RC Lens                    | non   | 10 mars 2013 | 15h00 |
| Nîmes Olympique          | 0 - 0 | AS Monaco                  | 1 - 4 | 10 mars 2013 | 15h00 |
| Stade montois            | 5 - 3 | AS Cannes                  | non   | 10 mars 2013 | 15h00 |
| AS Saint-Étienne         | 4 - 0 | Montpellier HSC            | non   | 10 mars 2013 | 15h00 |
| Olympique lyonnais       | 2 - 2 | Girondins de Bordeaux      | 9-10  | 10 mars 2013 | 15h00 |
| Paris FC                 | 3 - 1 | CSO Amnéville              | non   | 10 mars 2013 | 15h00 |
| Stade de Reims           | 1 - 1 | Paris Saint-Germain        | 2 - 4 | 10 mars 2013 | 15h00 |
| CS Louhans-Cuiseaux      | 0 - 2 | Sedan Ardennes             | non   | 10 mars 2013 | 15h00 |
| Évian Thonon Gaillard FC | 0 - 1 | FC Sochaux-Montbéliard     | non   | 10 mars 2013 | 15h00 |

### Huitièmes de finale
Le tirage au sort pour les 8es de finale a eu lieu le 14 mars 2013, et  a été effectué par Lionel Boland et Jean-Claude Hillion.
| Club                   | Score | Club              | T.a.b | Date         | Heure |
| ---------------------- | ----- | ----------------- | ----- | ------------ | ----- |
| Girondins de Bordeaux  | 0-0   | AS Monaco         | 4-1   | 31 mars 2013 | 14h30 |
| Stade Montois          | 1-2   | RC Colombes 92    | Non   | 31 mars 2013 | 15h00 |
| FC Nantes              | 1-1   | LB Châteauroux    | 3-0   | 31 mars 2013 | 15h00 |
| Toulouse FC            | 1-0   | AS Saint-Étienne  | Non   | 31 mars 2013 | 15h00 |
| US Quevilly            | 0-4   | CS Sedan Ardennes | Non   | 31 mars 2013 | 15h00 |
| Valenciennes FC        | 1-0   | FC Metz           | Non   | 31 mars 2013 | 15h00 |
| Paris Saint-Germain    | 3-1   | SM Caen           | Non   | 31 mars 2013 | 15h00 |
| FC Sochaux-Montbéliard | 0-0   | Paris FC          | 6-7   | 31 mars 2013 | 15h00 |

### Quarts de finale
Le tirage au sort pour les 1/4 de finale a eu lieu le 4 avril 2013.
| Club                  | Score | Club                | T.a.b | Date          | Heure |
| --------------------- | ----- | ------------------- | ----- | ------------- | ----- |
| Paris FC              | 1-0   | FC Nantes           | Non   | 21 avril 2013 | 15h00 |
| CS Sedan Ardennes     | 1-0   | Toulouse FC         | Non   | 21 avril 2013 | 14h30 |
| Girondins de Bordeaux | 6-0   | Valenciennes FC     | Non   | 21 avril 2013 | 15h00 |
| RC Colombes 92        | 0-1   | Paris Saint-Germain | Non   | 21 avril 2013 | 15h00 |

### Demi-finales
Le tirage au sort pour les demi-finales a eu lieu le 4 avril 2013.
| Club                | Score | Club                  | T.a.b | Date        | Heure |
| ------------------- | ----- | --------------------- | ----- | ----------- | ----- |
| Paris Saint-Germain | 1-1   | CS Sedan Ardennes     | 5-6   | 12 mai 2013 | 15h00 |
| Paris FC            | 0-1   | Girondins de Bordeaux | Non   | 12 mai 2013 | 17h30 |

### Finale
| Club              | Score | Club                     | T.a.b | Date        | Heure |
| ----------------- | ----- | ------------------------ | ----- | ----------- | ----- |
| CS Sedan Ardennes | 0-1   | FC Girondins de Bordeaux | Non   | 31 mai 2013 | 17h15 |